# 高利貸

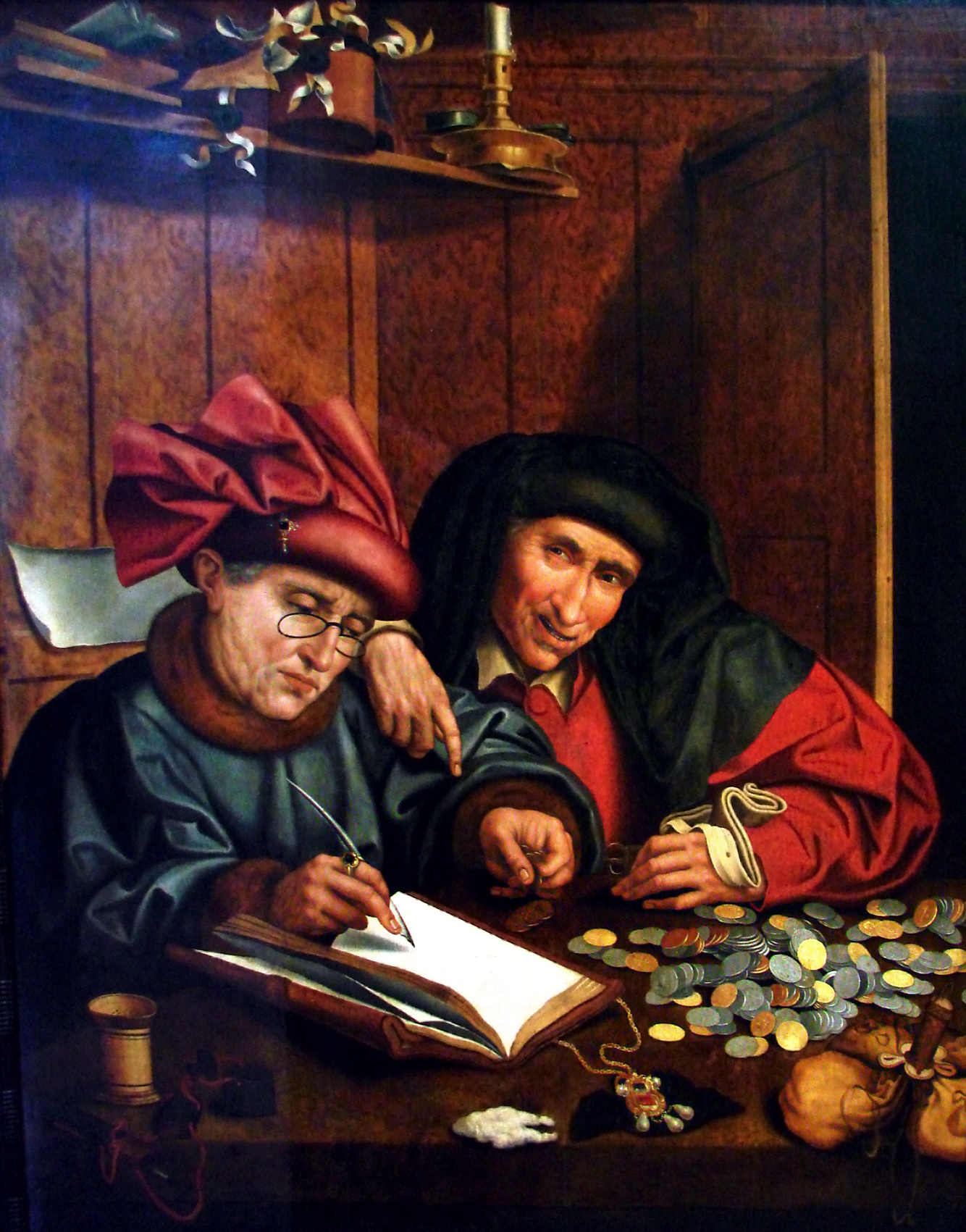
17世紀地下錢莊高利貸油畫

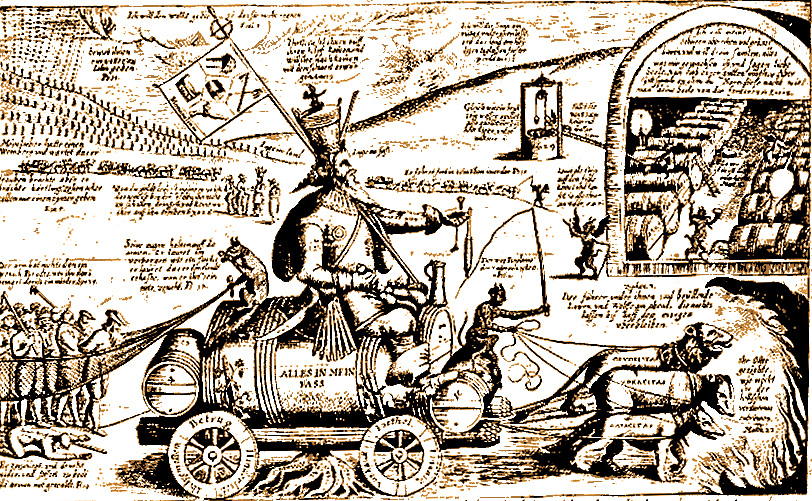
16世紀高利貸者形象

高利貸，又称放數，元代稱羊羔利，指要求特别高利息的貸款。高利貸債權人通常稱作大耳窿或地下钱庄；在馬來西亞，新加坡一帶又稱為“阿窿”。貸款所產生的高額利息通常又稱為貴利。由於高利貸在很多地區非法或受很大的法律限制，這些契约一般必須抵押，甚至必須立下字據。非法的高利貸借款契约不受法律保护，契约很可能在法庭会被宣告无效。

## 法律

### 中華民國法律
- 依中華民國《民法》第205條，「約定利率，超過週年百分之16者，債權人對於超過部分之利息，無請求權。」此條款被視為法定利率上限，做為高利貸（重利罪）與否的判斷基準（司法院院字第519、696號解釋），但實務上並非如此單純，如最高法院27年上字第520號刑事判例[1]：「就原本利率、時期核算及參酌當地之經濟狀況，較之一般債務之利息，顯有特殊之超額者而言。」有關判決會根據〈中央銀行民間借貸統計資料〉對於各地區具體狀況做為判斷，無法概括而論。
- 依《中華民國刑法》第344條，「乘他人急迫、輕率、無經驗或難以求助之處境，貸以金錢或其他物品，而取得與原本顯不相當之重利者，處3年以下有期徒刑、拘役或科或併科30萬元以下罰金。前項重利，包括手續費、保管費、違約金及其他與借貸相關之費用。」此條款為「重利罪」，為高利貸的罰則。(2016年11月30日修正)
- 依《當舖業法》第11條，以年率為準之利率……最高不得超過百分之30。（原48%）

### 中華人民共和國法律
《中华人民共和国刑法》尚无高利贷罪的规定，即高利贷本身并不入罪，同时高利贷利息的高低也并不是判断罪与非罪的要件，也不是定罪量刑的依据，但如果债权人以暴力手段胁迫债务人还贷，或是恶意侵吞债务人合法财产，则会触犯刑法。但是根据《合同法》及1991年8月13日施行的《最高人民法院关于人民法院审理借贷案件的若干意见》第6条规定，民间借贷不得超过银行同类贷款利率的4倍，超过部分的利息不受法律保护。2001年4月26日《中国人民银行办公厅关于以高利贷形式向社会不特定对象出借资金行为法律性质问题的批复》再次明确高利贷的认定标准为银行同类贷款利率的4倍。 
刑法另有一條專法第175條為高利转贷罪，指從其他金融機構以較低利息貸來款項後加帽子，更高利轉貸他人，形同實質非法經營一種地下銀行，违法所得数额较大的处3年以下有期徒刑或者拘役，并处违法所得1倍以上5倍以下罚金；数额巨大的，处3年以上7年以下有期徒刑，并处违法所得1倍以上5倍以下罚金。以企業行為從事的處罰企業實質掌權者和相關主管。 
自“套路贷”出现以来，受害人的维权一直都十分困难。诈骗分子都精通法律，可以用包括签订阴阳合同，伪造银行流水，甚至“裸条”等在内的各种手段固定合法证据，迫使受害人违约，一旦受害人无法还债就用暴力威胁并骚扰其家人、老师、同事、同学等。即便受害人告上法庭，法官也只能基于现有的证据链条进行判决，要求受害人如数还款。即使受害人的遭遇得到了法官的同情，也很难胜诉。2019年4月9日《最高人民法院、最高人民检察院、公安部、司法部关于办理“套路贷”刑事案件若干问题的意见》明确规定了套路贷和民间借贷的界限，规定了套路贷刑事案件的认定和处理程序，特别规定了从重量刑的几种情节。
根据中华人民共和国法律规定，一般情况下，“套路贷”不属于正规借贷，没有接入徵信系统，不会影响个人征信，但有一些“套路贷”公司以中介身份出现，利用自己开发的APP软件与第三方支付服务公司合作，帮助被害人从银行等金融机构贷款，从中收取高额利息或者手续费、管理费等，一旦被害人不能还款，个人征信就可能会受到影响。
2019年10月21日，最高人民法院、最高人民检察院、公安部、司法部发布《关于办理非法放贷刑事案件若干问题的意见》，明确了若高利貸的年利率大於等於36%以及「经常性地向社会不特定对象发放贷款」（2年内向不特定多人、单位以借款或其他名义出借资金10次以上）則屬於非法经营罪。

### 香港法例
根據《香港法例》第163章《放債人條例》，任何人（不論是否放債人）以超過年息48%的實際利率貸出款項或要約貸出款項，即屬犯罪。一經循簡易程序定罪，最高刑罰為罰款港幣50萬元及監禁2年；若循公訴程序定罪，更可處罰款港幣500萬元及監禁10年。
1980年代，香港政府認為高利貸危害大眾，立例管制，放債人須領牌，此名為財務公司的Money Lender，直譯為「借錢」（放債）者。這種放債財務公司須交稅。申請放債人牌照，首先由警方調查申請人有沒有黑社會背景，證實“身家清白”才交法庭審理，但亦非由法官一人決定，而是有兩名市民協同審查，經三人一致通過才發牌，禁止收取複利，並限定年息不可多於60%。
2022年12月30日起，法定利率上限由60%降至48%，敲詐性利率由48%降至36%。年息介乎36%至48%的貸款被推定為敲詐性，不會強制執行。不過，如果法庭認為有關情況下收取的利息並非不合理及不公平，則可裁定該貸款不屬敲詐性。

### 澳門刑法典
根據《澳門刑法典》第219條第1節，任何人意圖為自己或他人獲得財產利益，利用債務人之困厄狀況、精神失常、無能力、無技能、無經驗或性格軟弱，又或利用債務人之依賴關係，使之不論在任何方式下作出承諾或負有義務，將金錢利益給予自己或他人者，而按照事件之情節，該金錢利益明顯與對待給付不相稱，干犯暴利，最高可處5年徒刑。

## 手法

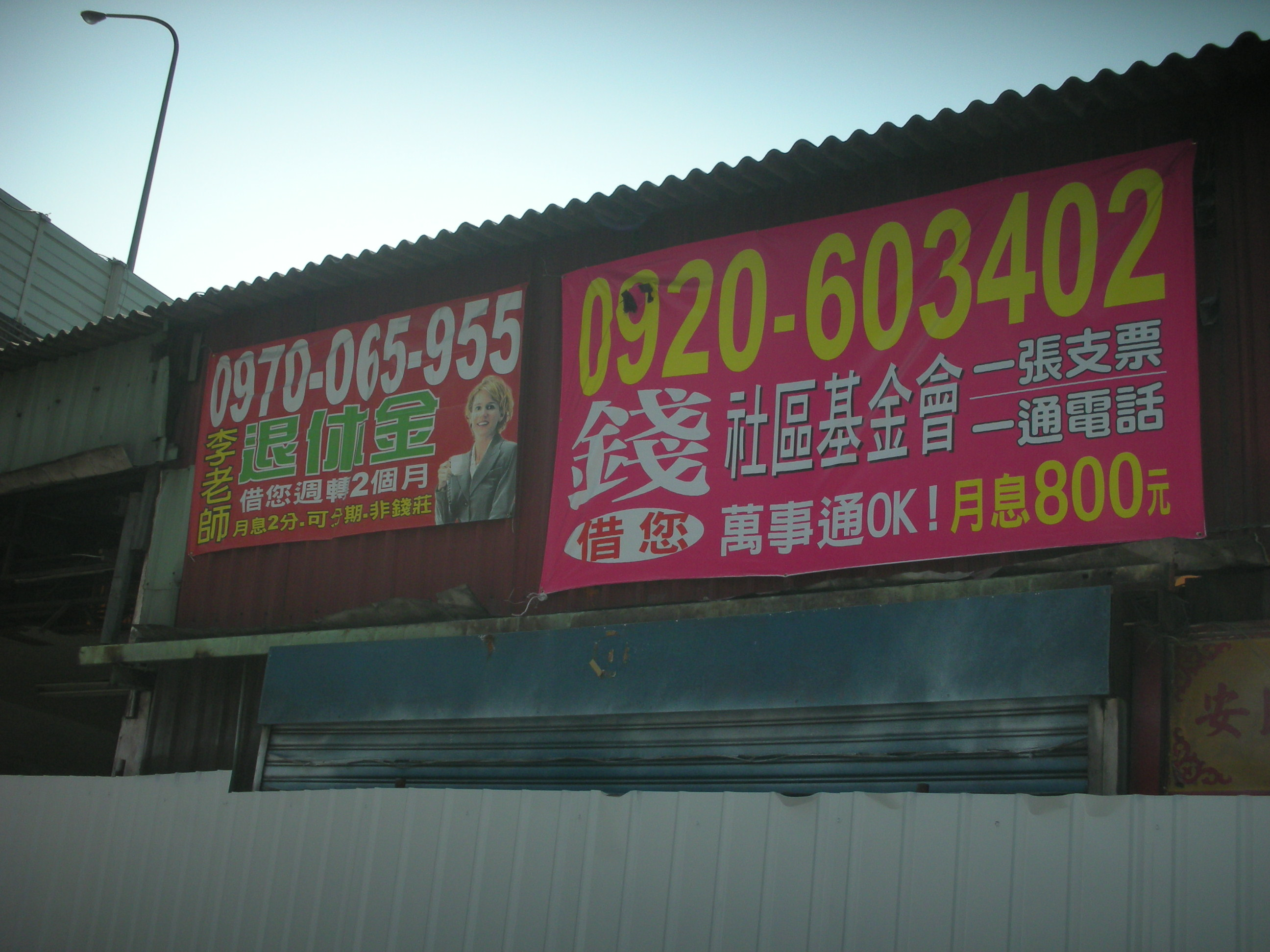
台灣高利貸廣告，月息2分

### 砍頭息
“大耳窿”放貴利有「九出十三歸」的惯例，例如借錢10,000元，以先扣當期利息和手續費到手只有9,000元是為一千元砍頭息，中华人民共和国民法目前已經規定砍頭息為非法，訴訟中自動從本金減去。
近年来出现有人向財務公司借錢但感覺不對臨時反悔離開，並無借錢，卻被一夥的中介人開始追討介紹費的事件發生。

### 网贷诈骗
通过虚假网贷进行诈骗在中国大陆十分常见，这种方式可以被称为“套路贷”，但并不是以获得利息和罚款为目的，也没有黑道背景，因而很少有暴力催收的手段，更多属于电信诈骗的范畴。常见方式有两种：
第一种是通过某些虚假网贷APP，这类APP一般都会打出“利率低，无抵押，下款快”的噱头，有时还会冒用正规银行的名号，吸引急需用钱的用户。因由收取各类手续费后仍然不能提现。
另一种是以清理校园贷为由头，称事主有一笔校园贷，要求在专门的虚假贷款APP上借钱进行销户。如果事主否认借过网贷，诈骗者就会让其下载一个虚假APP，使其相信确实借过。诈骗者向事主提供一张与前一种手法类似的伪造的“公文”，并提供一个“对接账户”，要求事主在其他平台借款后打入该账户，而在事主打入数千到上万元不等的钱款后，所谓的债务却并未被注销，而客服已经无法联系。这类诈骗的受害者大多是刚刚从大学毕业，涉世未深，对诈骗的警惕性较差。
两种手法与传统高利贷都不一样，诈骗者虽然利用了网贷的手段，但并不会真正放贷给受害人，只是用这种方式骗取钱财。两种手法的共性在于：一、都能准确报出受害人的身份信息，骗取受害人的初步信任，而这些信息都是通过各种非法渠道以很低的价格买来的，是个人信息泄露的结果；二、都是通过微信、QQ等社交软件与受害人联络，以免被安全软件和反诈软件识别和屏蔽；三、都会提供伪造的落款为“中国银行保险监督管理委员会XX监管局”的图片、所谓的“对接账户”以及伪造的工作证、身份证、营业执照、从业资质等文件来让受害人相信其真实性，正是因为中国大陆的很多官方通报（如公安机关的案情通报）都是蓝底白字，这种图片很容易让受害人相信并照做，但实际上正规的网贷都不会要求先交“保证金”，银保监会也没有任何对接账户；四、都用言语话术引诱和威胁受害人，尤其是在受害人对此事产生质疑的时候，可以让受害人在慌乱之际乖乖照做，同时也给自己转移赃款提供时间。中国中央电视台将网贷诈骗总结为六步：引流、链接、填写资料、放诱饵、保证金、信息错误。

## 名詞「大耳窿」的由來
粵語稱高利貸為「大耳窿」，翻譯為書面語即「大耳洞」，在新加坡、马来西亚又被簡稱為「阿窿」。這個詞語的由來有幾種說法：
- 昔日粵省、港澳，主要在街市放數，街市檔口無論肉販、菜販，遇有輸錢賭徒，或周轉不靈者，便向有三合會背景的地區性黑社會“大耳窿”集團借錢，正所謂“跑了和尚跑不了廟”，債務人在街市謀生，每日要做生意，不怕逃跑，乃常借得款。昔日銀錢交易，大數目多數用“大頭”（銀元），小數目為“銅板”（硬幣），高利貸者收數後，多數將銀元、硬幣之類塞在耳窿，年久月深，久而久之把耳窿也撐大，故稱為「大耳窿」。
- 楊子靜編著《粵語鈎沉》（廣東高等教育出版社）收錄了「大耳窿」的條目：「香港、澳門放高利貸的，被稱為『大耳窿』，乃『大耳窿鬼』的略稱。原指從前活動於上海的猶太富人，一般載一大耳窿（即耳環）作飾物，多以放高利貸出名。」
- 吳昊著《俗文化語言．港式廣府話研究I》（次文化堂）對「大耳窿」的出處有兩種說法。一如上述之兩類。
  - 第一種與《粵語鈎沉》的說法相似，只是上海猶太人換了港澳的「白頭摩囉」（英属印度籍人士，他們多以白巾纏頭），由於他們扮相古怪、愛載一隻大如銅元的耳環，所以耳朵要穿耳窿，港人覺得可憎，便稱之為「大耳窿」。[15][16]
  - 第二種說法是，因為活躍於街市放高利貸的人，愛在耳朵塞一枚銀元（當時已是非常大的數目）作記號，以示自己有錢可借，所以便叫他們為「大耳窿」。

## 合法高利貸爭議
在1990年代香港的信用卡普遍向過期還款的客戶收取高達25%年利率的罰息。若連同手續費亦當中利息支出的一部份的話，事實上所收取的利息已經觸犯高利貸。舉例說：
假設信用卡結餘尚欠5000元未支付，到了月末的應付利息支出，按照年息25%的計法，應為：{\displaystyle \$5000\times 25\%\div 12=\$101.66}
然而，信用卡尚有一條款稱：若罰息少於$150，則會向客戶收取$150行政費或手續費。結果：{\displaystyle \$251.66\times 12\div 5000=60.40\%}
香港律政司於2003年檢控一名未有償還貸款並已破產人士以欺騙手法逃避法律責任罪， 案件在裁判法院審訊時辯方律師找獨立會計師核算所有利息及手續費，發現年息額為本金的66%，超出放債人條例所容許的60%，該借貸因此不受法律保障，被告獲釋。

## 案例
2021年3月，中国中央电视台综合频道播出的，由全国扫黑办与中央廣播電視總台联合摄制的专题影片介绍甘肃兰州的一起“套路贷”案。2018年3月，王焘与鲁枢成立20多家空壳公司，用企業化經營进行“套路贷”诈骗。该公司的网路贷款APP平台以優惠借貸條件作为噱头，吸引被害人，而实际年化利率达1303.57%至5214.29%。该公司先后与24家催收公司签订合作协议，将非法债务逾期還款的部分外包分配给合作業者，進行非法催收。在被害人无力偿还“砍头息”、“逾期费”、“展期费”等名目之巨额费用时，他們用發送恐吓威胁內容之短信轰炸、发送PS淫秽或诅咒的图片、向其亲友催讨骚扰、洩漏債務人通讯录等手段，“软暴力”非法催收以牟取暴利。王焘等人成立数家“小额贷款”公司，在被害人首次贷款无法按时还款时，该公司的网贷APP平台在被害人不知情的情况下以弹窗等方式，向被害人推荐其他属于该公司的网贷APP平台，引诱被害人通过二次甚至多次贷款以債養債，偿还前债，用此种方式繼續牟取暴利。2019年3月，兰州警方出动600多名警力緝捕该犯罪组织，抓获犯罪嫌疑人253人、查封涉嫌非法放贷APP和网站1,317个，受害者达39万余人，其中89人因逼债催收而自杀身亡，非法放贷累计金额达人民幣62.73亿元，获利28亿余元。2020年9月28日，兰州市中级人民法院作出一审判决，被告人王焘数罪并罚、判处无期徒刑，終身剥夺政治权利，并没收个人全部财产，其余18名组织成员分别被判处20年至5年不等的有期徒刑。

## 相关
- 地下钱庄

### 文学作品
- 《威尼斯商人》
- 《包法利夫人》
- 《吝啬鬼》
- 《白毛女》